# Венесуэльский диплобатис
Венесуэльский диплобатис (лат. Diplobatis guamachensis) — вид скатов рода диплобатисов семейства лат. Narcinidae отряда электрических скатов. Это хрящевые рыбы, ведущие донный образ жизни, с крупными, уплощёнными грудными плавниками в форме диска и длинным хвостом. Они способны генерировать электрический ток. Обитают в центрально-западной части Атлантического океана на глубине до 183 м. Максимальная зарегистрированная длина 20 см.

## Таксономия
Впервые вид был научно описан в 1957 году. Вид назван по названию портового города Эль Гуамахе, расположенному неподалёку от залива Кариако, Венесуэла, где был пойман голотип.

## Ареал
Венесуэльские дипобатисы обитают в центрально-западной части Атлантического океана в Венесуэльском заливе, у западного побережья Тринидада и северо-восточного побережья Колумбии. Эти скаты встречаются на континентальном шельфе на глубине от 30 до 183 м. Они предпочитают песчаное, покрытое коралловыми рифами. Вероятно, различный грунт на дне влияет на разнообразие окраски скатов этого вида.

## Описание
У этих скатов овальные и закруглённые грудные диски и довольно длинный хвост. Имеются два спинных плавника. У основания грудных плавников сквозь кожу проглядывают электрические парные органы в форме почек. Максимальная зарегистрированная длина 20 см.

## Биология
Диплобатисы являются медлительными донными рыбами. Они способны генерировать электрический ток средней силы. Размножаются яйцеживорождением, эмбрионы вылупляются из яиц в утробе матери. Самцы достигают половой зрелости при длине около 12 см.

## Взаимодействие с человеком
Вероятно, эти скаты иногда попадаются в качестве прилов при коммерческом промысле креветок методом траления, однако идентификация затруднена Международный союз охраны природы присвоил этому виду статус «Уязвимый».